# 화려한 경험
"화려한 경험"은 1980년에 개봉한 대한민국의 영화이다.

## 캐스팅
- 유지인
- 김추련
- 정종훈
- 김만
- 이순재
- 김길호
- 이화시
- 권미혜
- 김애경
- 이지영
- 강철
- 나영필
- 김민규
- 나갑성
- 박기수
- 한명환
- 오영갑
- 임성포
- 유명순
- 최연수
- 이정애
- 김옥진
- 이국선
- 이광철
- 김미경